# Natura & Co
Natura & Co er en brasiliansk multinational kosmetikvirksomhed med hovedkvarter i São Paulo. Datterskaber i Natura & Co Group inkluderer Natura Cosméticos, Aesop, The Body Shop og Avon Products. Natura Cosméticos blev etableret i 1969 af Antônio Luiz Seabra.